# Eirenis barani
Eirenis barani là một loài rắn trong họ Rắn nước. Loài này được Schmidtler mô tả khoa học đầu tiên năm 1988.